# اورنج‌برگ (نیویورک)
اورنج‌برگ (به انگلیسی: Orangeburg) یک منطقهٔ مسکونی در ایالات متحده آمریکا است که در شهرستان راکلند، نیویورک واقع شده‌است. اورنج‌برگ ۸٫۰ کیلومتر مربع مساحت و ۴٬۵۶۸ نفر جمعیت دارد و ۳۴ متر بالاتر از سطح دریا واقع شده‌است.